# Nieuw-Guinese tweeklauwschildpadden
De Nieuw-Guinese tweeklauwschildpadden, Nieuw-Guinese weekschildpadden of tweeklauwen (Carettochelyidae) zijn een familie van waterminnende schildpadden. De groep werd voor het eerst wetenschappelijk beschreven door George Albert Boulenger in 1887. 
Er zijn vier soorten beschreven, waarvan er drie zijn uitgestorven. Tegenwoordig is er nog maar een enkele soort; de Nieuw-Guinese tweeklauwschildpad (Carettochelys insculpta). Allemaal leefden ze in rivieren en meren en waren sterk van het water afhankelijk vanwege het ontbreken van stevige hoornplaten op het schild. Het is indirecte familie van de weekschildpadden die echter een nog zachter schild hebben. Samen met de weekschildpadden vormen de Nieuw-Guinese tweeklauwschildpadden de superfamilie Trionychoidea.

## Taxonomie
Familie Carettochelyidae
- Geslacht Carettochelys
  - Nieuw-Guinese tweeklauwschildpad (Carettochelys insculpta)
  - † Sinaspideretes wimani
  - † Anosteira ornata
  - † Kyzilkumemys schultzi